# Meron Benvenisti
Meron Benvenisti (Gerusalemme, 21 aprile 1934 – 20 settembre 2020) è stato un politologo e giornalista israeliano.

## Biografia
Fu sindaco aggiunto della sua città natale sotto Teddy Kollek dal 1971 al 1978. Amministrò in quel periodo la parte Est di Gerusalemme e la sua popolazione, essenzialmente araba.
Per molto tempo fu un personaggio critico della politica israeliana nei confronti dei Palestinesi di Cisgiordania e di Gaza. Dal 2003 fu un fervente difensore dell'idea - ampiamente contrastata in Israele - di uno Stato binazionale.
Benvenisti fu molto critico nei riguardi del piano di disimpegno unilaterale condotto da Ariel Sharon nel 2005, perché a suo parere esso avrebbe condotto a un "modello di Bantustan" per i Territori occupati dal 1967. Egli giunse ad affermare che Israele avrebbe attuato una politica di apartheid del tutto paragonabile a quella condotta per lunghissimo tempo dall'Africa meridionale.
Egli spesso mise in guardia il suo Paese sostenendo che sarebbe andato incontro a un fallimento, il giorno in cui "coloro che credono a questa illusione capiranno che la separazione è un mezzo di oppressione e di dominazione, mobilitandosi allora per smantellare la struttura di apartheid".
Benvenisti fu editorialista del settimanale Haaretz nonché autore di numerose opere scritte.